# Telururo de germanio
El telururo de germanio (GeTe) es un compuesto químico de germanio y telurio que forma parte de los vidrios de calcogenuro. Presenta un comportamiento semimetálico de conducción y ferroeléctrico.
El telururo de germanio existe en tres formas cristalinas principales, las estructuras α (romboédrica) y γ (ortorrómbica) a temperatura ambiente y la fase β (cúbica, tipo roca) a alta temperatura; la fase α es la más frecuente para el GeTe puro por debajo de la temperatura de Curie ferroeléctrica de aproximadamente 670 K.
El telururo de germanio dopado es un superconductor de baja temperatura. 

## Aplicaciones

### Almacenamiento de memoria
El GeTe se ha utilizado mucho en el almacenamiento óptico no volátil de datos, como los CD, DVD y Blu-ray, y puede sustituir a las memorias de acceso aleatorio dinámicas y flash. En 1987, Yamada et al. exploraron las propiedades de cambio de fase del GeTe y el Sb2Te3 para el almacenamiento óptico. El corto tiempo de cristalización, la ciclabilidad y el alto contraste óptico hicieron de estos materiales mejores opciones que el Te81Ge15Sb2S2, que tiene un tiempo de transición lento.

### Conmutación por radiofrecuencia (RF)
El alto contraste de resistividad entre los estados amorfo y cristalino y la capacidad de invertir la transición repetidamente hacen del GeTe un buen candidato para la conmutación por RF. La RF requiere que se deposite una fina capa de GeTe sobre la superficie del sustrato. La estructura de la capa semilla, la composición del precursor, la temperatura de deposición, la presión, los caudales de gas, las temperaturas de burbujeo del precursor y los sustratos influyen en las propiedades de la película.